# Popotni porečnik
Popotni porečnik (znanstveno ime Gomphus vulgatissimus) je predstavnik raznokrilih kačjih pastirjev iz družine porečnikov, razširjen po večjem delu Evrope.

## Opis
Je velik in čokat porečnik s kijasto zadebeljenim zadkom in občutno temnejšo obarvanostjo od ostalih predstavnikov svojega rodu. Odrasli dosežejo 45 do 50 mm v dolžino, zadnji krili pa merita 33 do 37 mm. Osnovna barva je rumena, ki se pri odraslih samcih s starostjo spremeni v zeleno, pri tem pa je zadek skoraj v celoti črn z le posamičnimi svetlimi lisami in ozko vzdolžno črto na vrhu, ki na zadnjih treh členih manjka. Od podobnih vrst, kot je rumeni porečnik, se loči po zelenkastih očeh, povsem črnih nogah in odsotnosti vzdolžne črte na konici zadka. Izjema je bližnje sorodna vrsta Gomphus schneiderii, ki v delu območja razširjenosti živi skupaj s popotnim porečnikom. Tamkajšnje populacije je zaradi križanja med njima nemogoče pripisati eni ali drugi vrsti.
Odrasli letajo spomladi do zgodnjega poletja. Pojavijo se naenkrat v velikem številu in v mesecu ali dveh izginejo.

## Habitat in razširjenost
Razmnožuje se v nižinskih rekah in potokih z muljasto ali glineno podlago in vsaj nekaj osončenosti. Najbolje uspeva v raznoliki podeželski krajini s polji, gozdovi in pasovi grmovja, pojavlja pa se tudi v gozdovih, če niso vodotoki povsem obraščeni z drevjem.
Popotni porečnik je pogost v večjem delu Evrope, razen skrajnega severa in večine Sredozemlja, na vzhodu pa sega območje razširjenosti do zahodnega dela Sibirije. Na Balkanskem polotoku se pojavlja skupaj z vrsto G. schneiderii. Ta začne južneje prevladovati, pri čemer pa obstaja širok pas, kjer se vrsti križata. Vzhodneje, v Jugozahodni Aziji, naj bi Kavkaz predstavljal naravno mejo med njima, vendar s tistega območja še ni dovolj podatkov za trdne zaključke. V drugi polovici 20. stoletja je številčnost vrste v Evropi močno upadla, domnevno zaradi onesnaževanja in degradacije vodotokov. Od 1990. let doživlja ponoven vzpon, pri čemer pa opažajo, da se območje razširjenosti zaradi podnebnih sprememb pomika proti severu. V Sloveniji je razmeroma pogost v primernih habitatih, vseeno pa je na Rdeči seznam kačjih pastirjev iz Pravilnika o uvrstitvi ogroženih rastlinskih in živalskih vrst v rdeči seznam popotni porečnik uvrščen kot ranljiva vrsta.